# Гуслар
 Тази статия е за селото в България.  За селото със същото старо име в Гърция вижте Агиос Димитриос (дем Ригас Фереос).  
Гуслар е село в Североизточна България. То се намира в община Тервел, област Добрич.

## История
Селяни, живеещи в селските райони, са емигрирали в Турция

## Население
Преброяване на населението през 2011 г.
Численост и дял на етническите групи според преброяването на населението през 2011 г.:
|                     | Численост | Дял (в %) |
| Общо                | 20        | 100,00    |
| Българи             | 3         | 15        |
| Турци               | 7         | 35        |
| Цигани              | 0         | 0,00      |
| Други               | 0         | 0,00      |
| Не се самоопределят | 0         | 0,00      |
| Неотговорили        | 10        | 50        |